# おどや
株式会社おどやは、千葉県南房総地域を営業基盤とするスーパーマーケットを主力とする「ODOYA」を運営する企業である。本社は千葉県館山市北条2617。CGCグループに加盟している。書籍販売、日用品、酒類の販売も行う。「おどや」という社名は、創業者の出身地である、安房郡丸山町小戸（現：南房総市小戸）に由来する。当初は漢字で「小戸屋」と表記していたが、のちに現在の平仮名表記の社名に変更された。

## 店舗
各店舗の店長の上層部で各4地区のエリアを統括するエリア長が存在する（THE BOOKを除く）。
- 館山地区
  - 館山市 - 6店舗
- 鴨川地区
  - 鴨川市 - 4店舗
- 南房総・鋸南地区
  - 南房総市 - 4店舗
  - 鋸南町 - 1店舗
- 上総（かずさ）地区
  - 富津市 - 1店舗
  - 君津市 - 2店舗
  - 木更津市 - 2店舗

### スーパーセンター

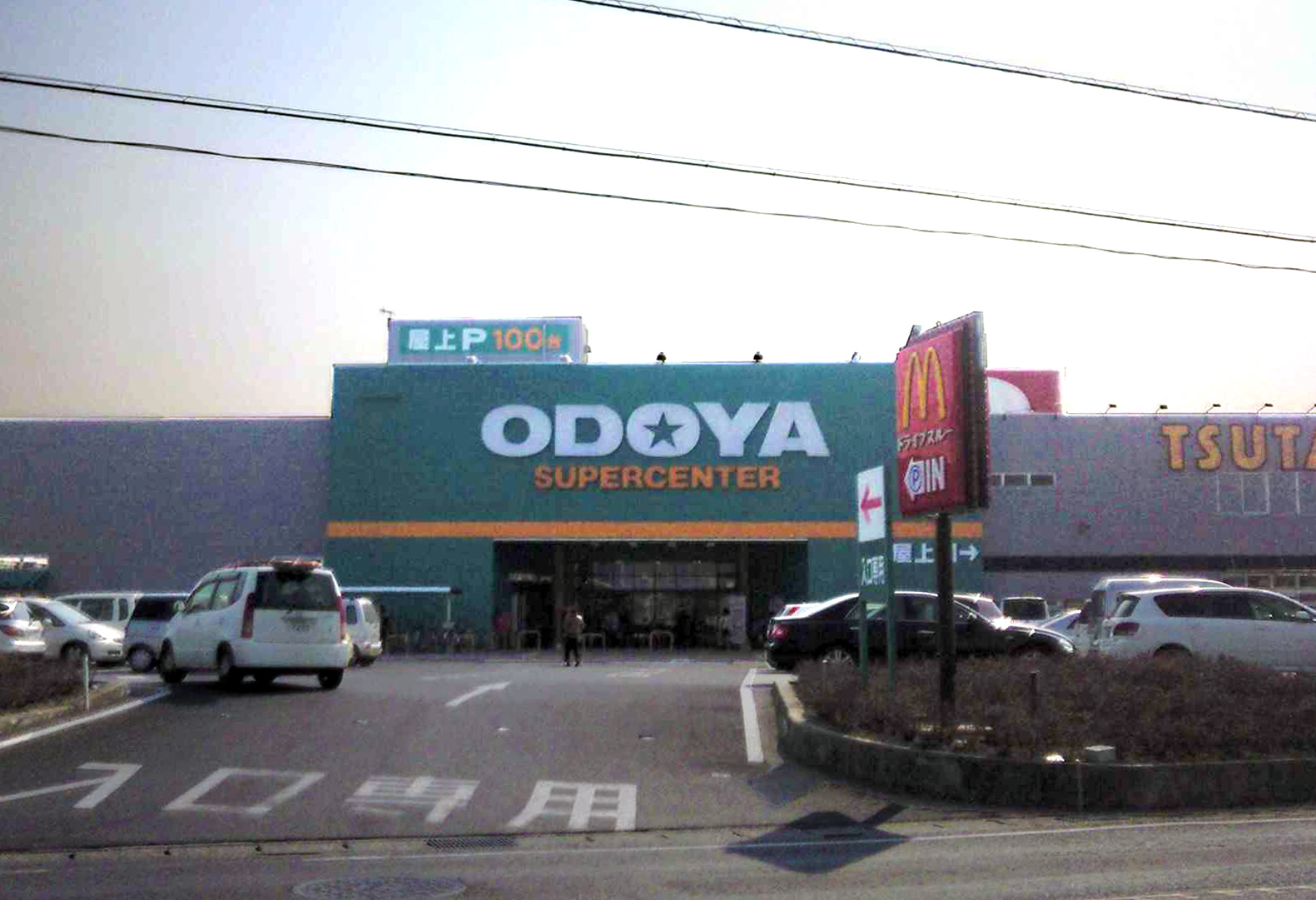
スーパーセンター館山店

スーパーセンターとは、スーパーセンターで扱う食品を中心とした品や衣服など生活雑貨を取り扱うおどやの大型店舗。本店となる館山店を含め2店舗が入る。 統括・運営をする本社とは異なり、営業する中心的な店となるため本店となる。なお、「本店」という名称を付けて呼ばないため、館山店のみ本店の意味で、スーパーセンターを頭につけるときもある。その際は他店は何もつけない（種別での名称と本店と他店舗との区別で目的が違うため）。

館山店は店舗面積が一番広い。
- 館山店 - 館山市
  - テナント - アフラック・マクドナルド・TSUTAYA・銀行ATM（千葉銀行・千葉興業銀行）・クリーニングハロー
  - フランチャイズ - キャンドゥ（営業時間：9時00分 - 21時45分）
- 鋸南店 - 鋸南町
  - テナント - サンバード・タカラブネ

### スーパー&ホーム
スーパー&ホームとは、スーパーマーケットで扱う品に加えホームセンターで扱う資材道具や園芸用品、ペット用品なども取り扱う衣食住をそろえる店舗。標準店との違いは、それにホーム用品が加わること。田園地帯など郊外でも展開する。スーパー&ホームとは「スーパーマーケット」と「ホームセンター」の合わせたおどやの造語。
- 館山海岸店 - 館山市
- 長狭店 - 鴨川市
- 丸山店 - 南房総市
  - テナント - 銀行ATM・クリーニングハロー
- 富津店 - 富津市
  - テナント - キャンドゥ・不二家
- 羽鳥野店 - 木更津市
  - テナント - 銀行ATM・クリーニングハロー

### 標準店
標準店（ひょうじゅんてん）とは、名称の頭に○○がつかない店舗でスーパーマーケット。おどやの主力店舗であり多数がここに分類される。食品や生活用品を扱う。
- 船形店 - 館山市
- 北条店 - 館山市
- 大神宮店 - 館山市
- 九重店 - 館山市
- 江見店 - 鴨川市
  - 休憩施設も店舗に併設している。
- 鴨川店 - 鴨川市
  - テナント - クリーニングハロー・フェミスタ・セリア鴨川（鴨川店B館2階　営業時間：10時00分 - 20時00分）
- 広場店 - 鴨川市
- 岩井店 - 南房総市
  - フランチャイズ - キャンドゥ（営業時間：9時30分 - 19時00分）
- 千倉店 - 南房総市
  - フランチャイズ - キャンドゥ（営業時間：10時00分 - 19時00分）
- 白浜店 - 南房総市
- 君津中島店 - 君津市
- 小櫃店 - 君津市
  - フランチャイズ - キャンドゥ・フェミスタ（営業時間：10時00分 - 19時00分）
- 清見台店 - 木更津市

### THE BOOK
THE BOOK（ザ・ブック）とは、おどやが書籍販売事業を行う店舗。2011年3月より、フラワーカード（#フラワーカード参照）でのポイント加算ができるようになった（それ以前は独自のポイントカードが存在していた）。
- 館山店 - 館山市
  - スーパーセンター館山店内（営業時間：9時00分 - 21時45分）
- 鴨川店 - 鴨川市
- 鋸南店 - 鋸南町
  - スーパーセンター鋸南店内（営業時間：8時30分 - 21時45分）

### 閉鎖・移転・増床・縮小した店舗
閉鎖
- リトルロック館山店（2階建てでミニ規模ながら、スーパー&ホーム並みの品揃えの店舗、館山市）⇒更地
- 館山港店（館山市）⇒別店舗
- （旧）鴨川店（鴨川市）⇒別店舗（マツモトキヨシ）
- THE BOOK岩井店（南房総市）⇒別店舗
- 金物南三原店（おどや第一号店で金物のみを扱っていた。南房総市）⇒別店舗
- 富浦店（南房総市）
- 正木店（館山市）
- THE BOOK鴨川店（鴨川市）

移転
- THE BOOK館山店（館山市）⇒スーパーセンター館山店内に移転（跡地は更地に、おどや本社は隣接地に現存）

増床
- フラワータウン店（館山市）⇒名称変更、スーパーセンター館山店に。
- 千倉店（南房総市）⇒スーパー&ホーム千倉店に改装。
  - ホームB館閉鎖⇒規模縮小でキャンドゥに改装。

縮小
- スーパー&ホーム大神宮店（館山市）⇒標準店の大神宮店に改装。

## フラワーカード
- おどやでは、オリジナルのポイントカード「フラワーカード」がかつて存在しており、16歳以上で尚且つ住所が明確であれば、誰でも入会できた。店頭申し込みで（別途カード製作料100円が必要）、約14日後に専用カードが郵送された[1]。そのカードを精算時にレジに提示すれば、割引などの特典が受けられた（一部店舗を除く）[1]。
- 貯めたポイントは原則として、毎年1月1日から12月31日まで貯めた分は、翌年1年間有効だが、その間にポイント交換等がなかった場合、翌々年1月末に消滅した[1]。

- CoGCa（コジカ）カードの導入に伴い、フラワーカードは廃止。

## その他
- 営業時間はほとんどの店舗で8時30分 - 22時00分だが、店舗によっては前後する。
- 基本的に年中無休である。